# Jago Dschumberowitsch Abuladse

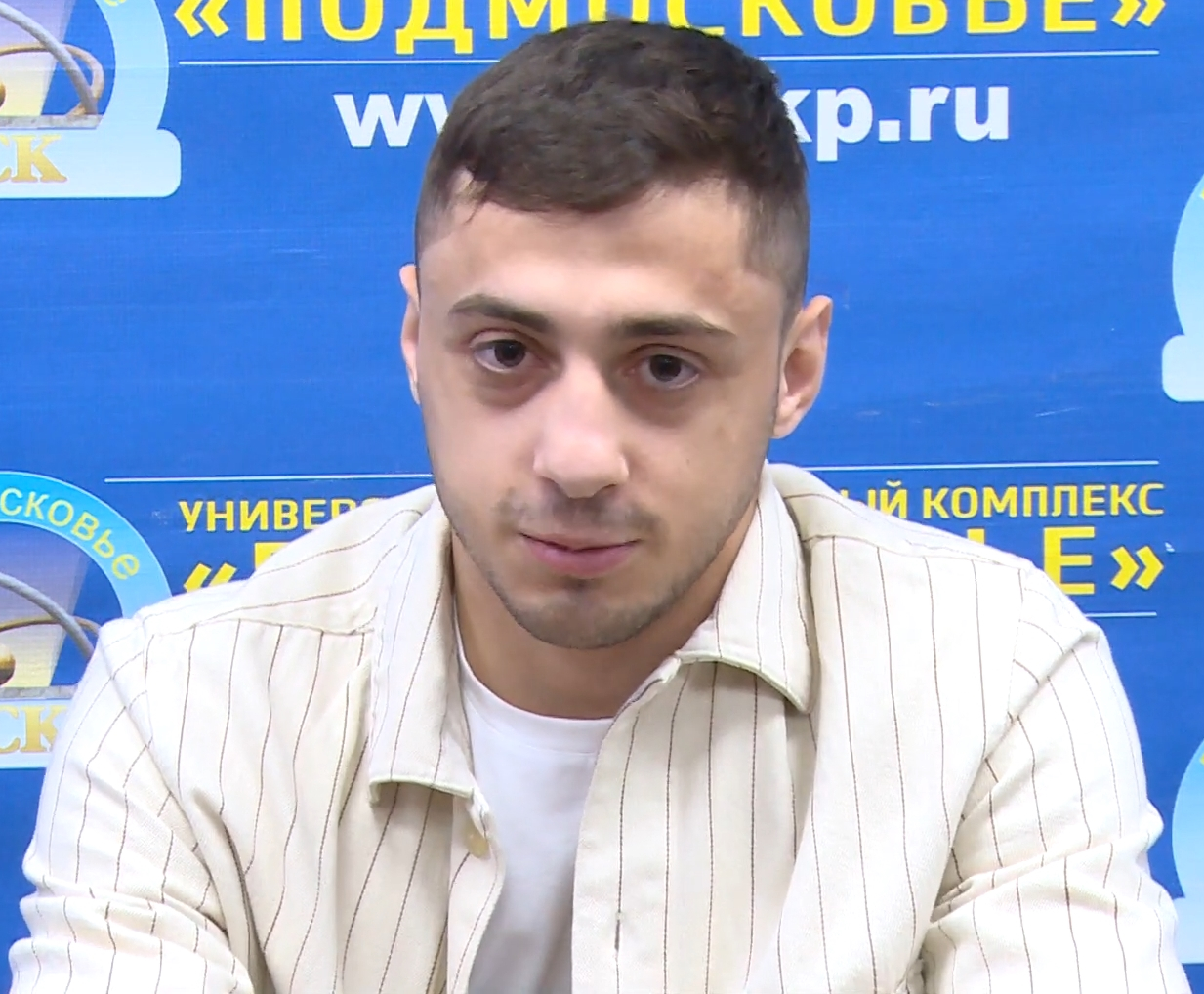
Jago Abuladse (Juni 2021)

Jago Dschumberowitsch Abuladse (russisch Яго Джумберович Абуладзе; * 16. Oktober 1997) ist ein russischer Judoka. Er war bei den Europameisterschaften 2020 Zweiter im Extraleichtgewicht, 2021 siegte er bei den Weltmeisterschaften.

## Karriere
Jago Abuladse belegte 2017 den zweiten Platz und 2018 den ersten Platz bei den U23-Europameisterschaften. Ende 2018 erreichte er das Finale beim Grand-Slam-Turnier in Osaka und belegte den zweiten Platz hinter dem Japaner Ryūju Nagayama. Nach zwei dritten Plätzen bei Grand-Slam-Turnieren 2019 und einem zweiten Platz 2020 in Paris hinter Nagayama gewann Abuladse im Oktober 2020 in Budapest seinen ersten Grand-Slam-Titel, wobei er im Finale seinen Landsmann Robert Mschwidobadse besiegte. Einen Monat später trafen Abuladse und Mschwidobadse im Finale der Europameisterschaften in Prag erneut aufeinander, diesmal gewann der ältere Mschwidobadse. Im Jahr darauf belegte Abuladse den dritten Platz bei den Europameisterschaften in Lissabon. Anderthalb Monate später erreichte Abuladse das Finale bei den Weltmeisterschaften in Budapest und gewann den Titel mit einem Sieg über den Kasachen Gusman Kyrgyzbayev.